# Unabhängigkeitsreferendum in Anjouan 1997
Am 26. Oktober 1997 wurde auf der Insel Anjouan (gehört zu den Komoren) ein Unabhängigkeitsreferendum abgehalten. Über 99 % der Wähler stimmten für die Unabhängigkeit. Das Votum wurde jedoch international nicht anerkannt und die Insel kehrte 2001 unter die Kontrolle der komorischen Regierung zurück.

## Vorgeschichte
Im Juli 1997 wurde der Anführer der Unabhängigkeitsbewegung in Anjouan verhaftet. Seine Verhaftung führte zu Unruhen in Mutsamudu, der Hauptstadt von Anjouan. Nach den Unruhen erkläre sich die Separatisten auf der Insel am 3. August 1997 für unabhängig. Am 3. Oktober versuchte die Komorischen Streitkräfte, die Insel zurückzuerobern, wurde aber von den Separatisten zurückgeschlagen. Die Komoren verhängten daraufhin eine Blockade gegen Anjouan. Daraufhin wurde ein Unabhängigkeitsreferendum angekündigt und durchgeführt, obwohl die Organisation für Afrikanische Einheit und die Arabische Liga sich dagegen ausgesprochen hatten. Auch die Insel Mohéli erklärte ihre Unabhängigkeit von den Komoren.

## Wahlergebnis
|                             | Stimmen | %      |
| --------------------------- | ------- | ------ |
| Für die Unabhängigkeit      | 135.116 | 99,68  |
| Gegen die Unabhängigkeit    | 439     | 0,32   |
| Ungültige/Leere Stimmzettel | 3.444   | —      |
| Gesamt                      | 138.999 | 100,00 |

Bei 146.593 Wahlberechtigten betrug die Wahlbeteiligung 94,79 Prozent.

## Folgen
Nach dem Referendum wurde Separatistenführer Abdallah Ibrahim zum Chef einer provisorischen Regierung der Insel ernannt, die nun den Namen Nzwani trug. Mitte November erklärte er sich bereit, an Friedensgesprächen mit dem komorischen Präsidenten Mohamed Taki Abdoulkarim teilzunehmen. Nachdem die Gespräche gescheitert waren, stimmten die Wähler von Anjouan in einem Referendum im Februar 1998 einem Verfassungsentwurf zu.
Nach einem weiteren gescheiterten Einigungsversuch im Jahr 1999 einigten sich die komorische Regierung und die Separatisten von Anjouan 2001 auf ein nationales Referendum über eine neue föderale Verfassung, das von 76 % der Wähler auf den Komoren und 95 % der Wähler auf Anjouan angenommen wurde.